# Wappinger

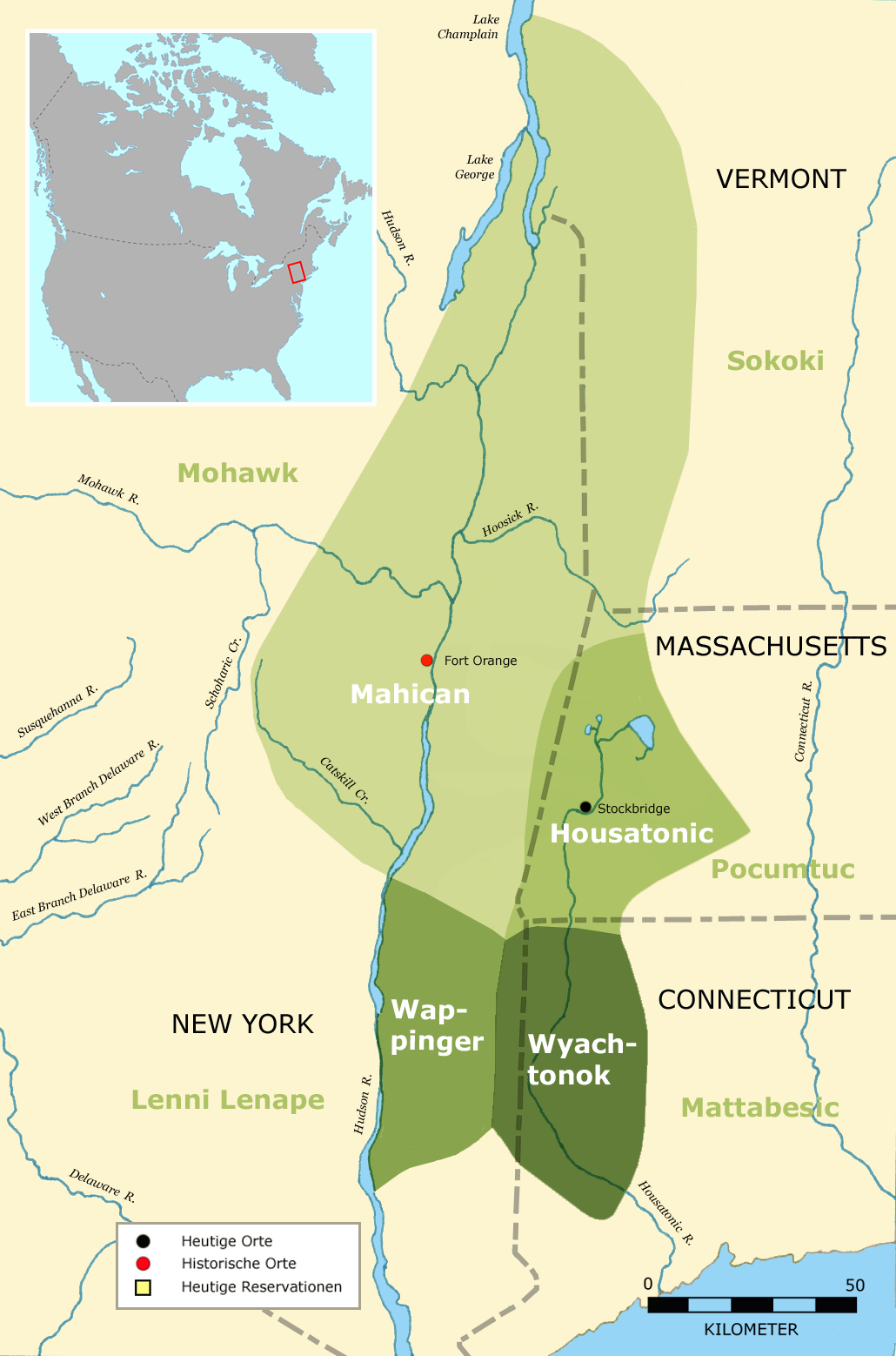
Localisation des Wappinger le long du fleuve Hudson et au Sud du territoire des Mohicans.

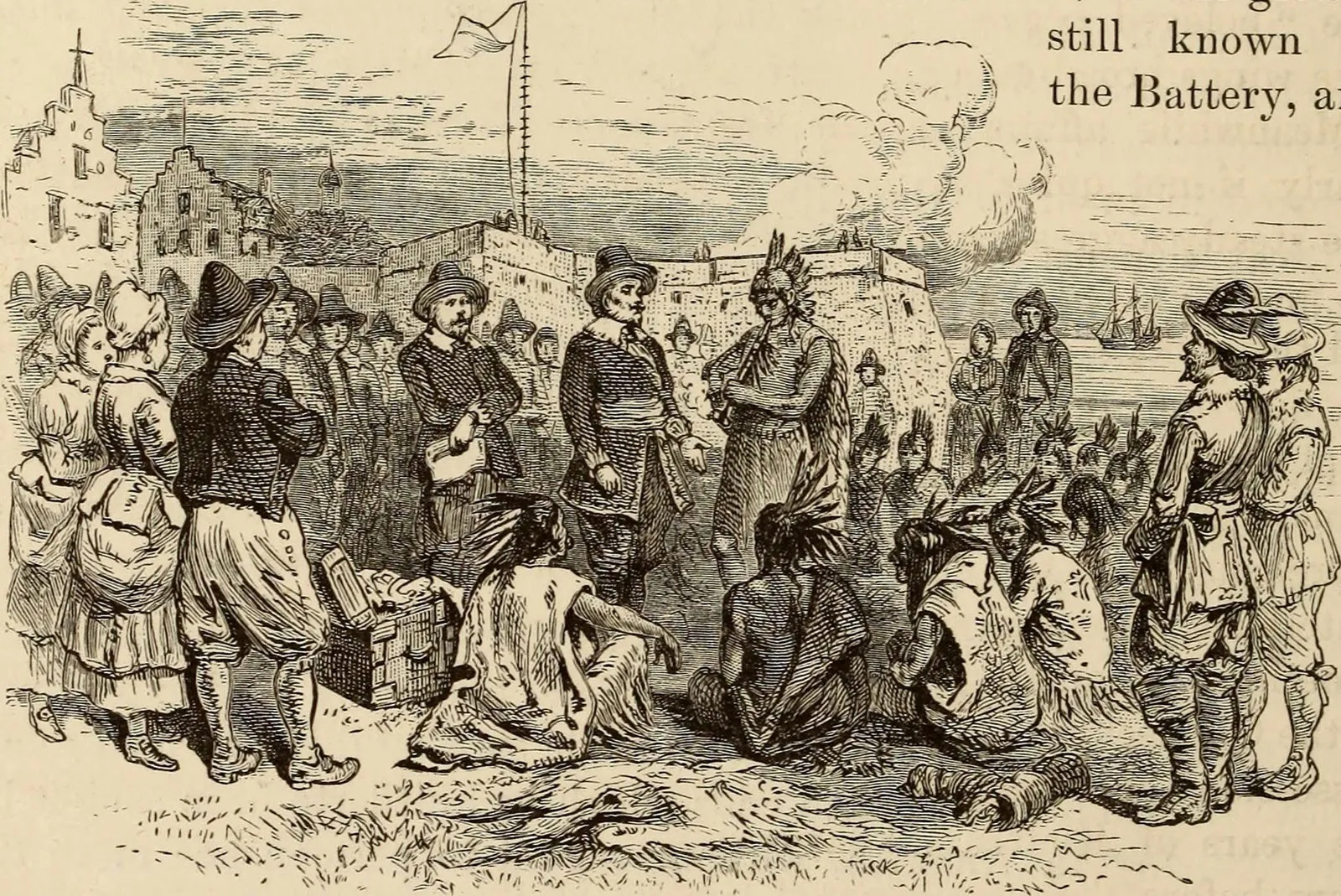
Calumet de la paix entre Néerlandais et Amérindiens en Nouvelle-Néerlande. Willem Kieft et un Algonquian Chief, 1645

Le terme Wappinger désigne une confédération de tribus amérindiennes vivant le long du fleuve Hudson. Leur territoire s'étendait au Sud depuis l'île de Manhattan jusqu'au Nord à la limite du territoire des Mohicans.

## Étymologie
Certaines sources premières donnent l'origine du mot Wappinger du nom générique algonquin "Wapani" ou "gens de l'Est", ainsi appelée par leurs voisins Lénape-Delawares, compte tenu de leur emplacement sur le fleuve Hudson et vivant dans la partie la plus orientale de leur propre Nation algonquine.
D'autres sources suggèrent que Wappinger vient du mot néerlandais "wapendragers", ce qui signifie "porteurs d'armes", faisant allusion à la relation conflictuelle entre les belligérants néerlandais et les Wappinger.
Les Wappinger ne sont pas à confondre avec la tribu des Wampanoag vivant près du Cap Cod.

## Confédérations de tribus
Les tribus Wappinger étaient très proches des tribus voisines de la Nation Lénape-Delawares. Toutes ces tribus faisaient partie de la même Nation algonquine. Leur langage était commun à toutes les langues algonquines.
La confédération Wappinger était composés des tribus suivantes : 
- Hammonasset, un groupe de l'Est de l'embouchure de la rivière Connecticut, dans l'actuel comté de Middlesex, dans le Connecticut
- Kitchawank, dans le nord du comté de Westchester, New York
- Mattabesset, aujourd'hui comté de New Haven, Connecticut
- Massaco, le long de la rivière Farmington dans le Connecticut
- Menunkatuck, le long de la côte dans l'actuel comté de New Haven, Connecticut
- Nochpeem, dans les parties sud de l'actuel comté de Dutchess, à New York
- Paugusset, le long de la rivière Housatonic, comté de Fairfield et à l'ouest du comté de New Haven, Connecticut
- Podunk, à l'est de la rivière Connecticut dans l'est du Comté de Hartford, Connecticut
- Poquonock, dans l'ouest aujourd'hui Comté de Hartford, Connecticut
- Quinnipiac, dans le centre de New County Haven, Connecticut
- Recgawawanc
- Sicaog, dans l'actuel Comté de Hartford, Connecticut
- Sintsink à l'est du fleuve Hudson, dans l'actuel comté de Westchester, New York
- Siwanoy, côtière du comté de Westchester, New York, dans le sud-ouest du comté de Fairfield, Connecticut
- Tankiteke, côtière centrale du comté de Fairfield, Connecticut vers le nord dans les comtés de Putnam et de Dutchess, à New York
- Tunxis, sud-ouest de Hartford County, Connecticut
- Wecquaesgeek, sud-ouest du comté de Westchester, New York.

## Vie quotidienne
Comme la plupart des tribus amérindiennes, les Wappinger cultivaient principalement le maïs, les haricots, la courge (citrouille), et probablement le tournesol et le tabac qu'ils fumaient dans des pipes ou calumet. Le jardinage tenait une grande importance et était principalement entre les mains des femmes.
Au printemps les hommes allaient pêcher d'énormes bancs de harengs et d'aloses (Alosa sapidissima), dans le fleuve Hudson et ses affluents. Les hommes passaient la plus grande partie de l'été avec la pêche et la collecte de grandes quantités de moules d'eau douce avec leurs pirogues et canots d'écorce. Une grande partie de la capture était mise en place pour le stockage d'hiver après avoir été séchée et fumée.

## Conflit avec les Néerlandais
En 1609, l'explorateur néerlandais Henry Hudson entra en contact avec ces diverses tribus amérindiennes dont celles formant la confédération Wappinger. À la suite du voyage exploratoire d'Henry Hudson, les colons néerlandais arrivèrent et s'installèrent sur les terres des Wappinger qu'ils forcèrent à leur céder en leur vendant. Des tensions commencèrent à naître de ces expropriations forcées. L'arrivée continuelle de colons néerlandais aggrava les difficultés pour les Wappinger réfugiés dans les tribus voisines et les conditions sanitaires. En effet les colons apportèrent avec eux la variole qui entre 1633 et 1635 fit de nombreuses victimes. Un conflit allait bientôt éclater entre les Amérindiens et les colons européens.
En 1643, éclata la guerre de Kieft (appelé également la Guerre des Wappinger) qui opposa les tribus Wappinger aux Néerlandais soutenus par leurs alliés commerciaux, les Mohicans. Les Wappinger furent écrasés par la supériorité numérique de leurs ennemis et eurent plus de 1 500 morts sur une population évaluée à environ 3 000 personnes en 1600.
Après ce désastre humain, les Wappinger survivants se dispersèrent parmi les autres tribus Lénape-Delawares.